# Desa Randupitu (administrativ by i Indonesien, lat -7,79, long 113,32)
Desa Randupitu är en administrativ by i Indonesien.   Den ligger i provinsen Jawa Timur, i den västra delen av landet, 700 km öster om huvudstaden Jakarta.